# Modoc
Modoc je jedno od dva plemena porodice Lutuamian, nastanjeno u 19. stoljeću u područjima oko jezera Little Klamath, Tule i Modoc, te u dolini Lost Rivera, Kalifornija. Najsrodniji su plemenu Klamath. Sami sebe nazivaju Maklaks.

## Ime
Modoci su poznati i kao Lutuami, kako su ih zvali Ilmawi, od čega je porodica Lutuamian i dobila ime. Druga Pit River plemena zvala su ih Lutmáwi. Ime Modoc došlo je od Móatokni, u značenju 'južnjaci' (=southerners).  Ostala manje poznata imena za njih bila su Saidoka (od Šošona), Pᵪánai (Yreka Shasta) i Aígspaluma, kako su zvali Probušeni Nosovi (Nez Percé) sve Indijance na rezervatu Klamath. Naziv La-la-cas se navodi kao njihovo staro izvorno ime.

## Teritorij
Teritorij Modoca obuhvaćao je kojih 12,500 četvornih kilometara (5,000 četvornih milja), koji se prostire u području Platoa, istočno od gorja Cascade u sjevernoj Kaliforniji I južnom Oregonu.

## Populacija
Cheewa James procijenio je da je 1800. bilo između 400 – 800 Modoca, a za Dunna njhov broj nikada nije bio veći od između 400 i 500. Njih je ipak po Cooku u pretpovijeno vrijeme bilo oko 3,000.

## Život
Modoci su prvenstveno sakupljači sjemenja, korijenja i bobica, te ribari i lovci na manju divljač, kao što su sisavci i ptice. 
Muškarci su lovci i oni se bave lovom na manje sisare i ptice te ribolovom.  Potrebno je reči da su Modoki hvatali čak 12 vrsta ptica, među kojima divlje guske, patke i labudove. Od sisavaca (14 vrsta) na raspolaganju im je uz ostale bio zec, grizzly, jelen, big horn-ovce, vidre i drugo. Losos i jegulja bili su najznačajniji od riba a hvatali su i kornjače. Modoci su naseljavali težak teren i za hranu se trebalo pomučiti. Jaja divljih gusaka i pataka također su se sakupljala. Ženski posao bio je sakupljanje biljne hrane kao i flore, čiji se materijal koristio u izgradnji nastambi i pletenje košara.

## Običaji
Naselja Modoca, ona zimska, bila su stalna, ali su ostatak godine proveli u lutanjima u potrazi za hranom. Porodice su bile proširene. Vođe kod Modoka (lagi) bili su uspješni lovci i ratnici koji su morali obezbjediti živežom proširene obitelji, koje on kasnije redistribuira potrebitima i za goste.
Društvo je bilo podijeljeno na bogate obitelji, koje su među sobom ugovarale brakove, ostali članovi društva pripadaju najnižoj siromašnoj klasi i robovima. Ovi robovi obično su žene i djece zarobljeni iz susjednih plemena, većinom Achomawi i Atsugewi (kako navodi Stern).  Rođenje djeteta, postpartum i pregnancija vrijeme je obilježeno dijetnim i lovačkim tabuima. Djeca dobivaju ime tek po završetku prve godine života. U vrijeme puberteta, djevojke su odvojene u posebnim wickiupima na rok od pet dana, a o njima skrb vode njihove bake. Tijekom perioda izolacije djevojka mora paziti na prehranu jer je ona strogo određena. Većina žena pazi na menstrualne tabue, zato što su u to vrijeme, dok su 'nečiste'  veoma opasne sebi i drugima, a posebno za lovce. Bračna zajednica, inače je ugovorena, započinje novi život kod ženine obitelji, gdje ostaju sve dok se ne rodi nekoliko djece, tek se nakon toga prelazi muževoj obitelji, i počinje graditi vlastiti dom.
Svoje pokojne Modoci pale, nakon što tijela operu, obuku u novu odijeću i umotaju u trsku-tule.  Pokojnikova kuća, kasnije se sklanja i kadi klekom ili cedrom. Pokojnikovo ime se poslije ne smije spominjati cijelo vrijeme žalovanja. Udovice tada režu svoje kose i mažu glave smolom i ugljenom. Usput one moraju paziti na tabue u prehrani i ostati pet dana u parnoj kupelji pokojnika. Tek nakon godinu dana ožalošćena udovica se očistila završnim kupanjem u parnoj kupelji. Ugljen s glave udovica skida tek kada se preuda, nakon dvije ili više godina po muževoj smrti. Restrikcije za udovce daleko su blaže.

## Materijalna kultura
Modoci svoju hranu, biljnu i životinjsku pripremaju u kamenim posudama (mortars) učinjenim od vesikularne lave, a bilo je i manjih od poroznijeg vulkanskog materijala, od kamena bili su i dvorogi mlinski kameni, kao i lampe koje su im svijetlile zimi na lososovo ulje.
Modoci su poznavali i bolu i atl-atl koji su prethodili luku i strijeli prije nekih 1200-1600 godina. Vršci strijela bili su od drveta ili opsidijana. Žene, koje su sakupljale trsku i drugu floru, plele su košare i užad, i štavile kože od kojjih su izrađivale odjeću. Košare Modoca imale su raznu namjenu, služile su za transport,  pripremu i pohranu hrane. Muškarci su se bavili pletenjem mreža za ribu, i oruđa od drveta, kamena i kostiju. Košare za nošenje djece također su izrađivale žene kao i kape-košare, veoma rasprostranjene u ovim krajevima Kalifornije. Te kape-košare, bukvalno su i bile košare, a izrađene su za pokrivanje glave. Nosile su ih i žene.
Kanui Modoca ozrađivani su od borovine, jelovine (fir) ili cedrovine, dubljene su upotrebom vatre. Modoci su imali dva tipa ovih kanua, veći su zvani 'vunsh', pogodni za navigaciju otvorenom vodom a podnosili su teret od 4-5 ljudi. Manji kanui "vunshaga" koristili su se za sakupljanje sjemenja 'wokasa', pačjih jaja i materijala za košare.
Zimske nastambe bile su zemljom pokrivene kružne rupe, duboke oko 4 stope. Pokrov je bio ujedno i krov na kojem se nalazila ulazna rupa na istočnoj strani, na istočnoj (po Grayson) zbog toga što je na zapadu svijet mrtvih.
'Wickiup' je manje strukture, popularan ljeti i kupolastog oblika s kosturom od savijene vrbe i pokriven hasurama. Wickiup može biti velik 10 stopa u dijametru, ali je najčešće manji. Wickiup služi i kao dom i kuhinja tokom menstruacija ili rpđenja djeteta. Njime se također služe i starci koji više nisu u mogućnosti da ljestvama preko krova uđu u polupodzemnu nastambu. Odjeća muškaraca sastoji se od košulje i jelenskih leggingsa,  a bogatiji Modoci i ogrtače od losa, pume ili risa-Lynx rufus. Kod siromašnih Modoca u 'modi' je je bilo krzno manjih zvijerki, kao što je zec ili ptičja koža. Mokasine Modoca bile su kožne (ljeti), a u zimsko doba napravljene od tule-trstike, takozvane 'tule-moccasins'

## Povijest

### Modoc War
1872. – 3 godine dolazi do niza bitaka između Modoca i Američke vojske. Modoci su se pod vodstvom Kintpuasha ugnijezdili u vrlo nepristupačnom terenu nazivanom 'lave beds'  u blizini jezera Tule Lake u Kaliforniji,m jestu gdje je modočki stvoritelj Kumokums stvorio svijet. Bitke započinju 1872. od kojih američke snage glatko gube jednu za drugom. Zaštićeni stijenama nekoliko desetaka Modoca držalo je u šahu oko 1,000 vojnika koliko ih je već bilo u ožujku 1873.  Naposljetku, u svibnju, premoreni i izgladnjeli modočki borci, njih 30, moralo je popustiti. Modoci su izgubili tek 8 ratnika i nepoznat broj žena i djece. Američka vojska priznala je gubitak od 87 poginulih i 83 ranjenih. U desetom mjesecu iste godine Kapetan Jack i pet drugih vođa je obješeno. Pleme Modoca se podijelilo, dio je prebačen na rezervat gdje i danas žive s Klamath Indijancima u Oregonu, dok su sljedbenici Kapetana Jacka prebačeni na rezervat u Oklahomu.
Modoci su sami sebe nazivaju Maklaks i bili su dio naroda poznatog kao Lulacas negdje do 1800.  kada su se podijelili. Poglavica Moadacus tada je poveo svoje pleme Modoca na područje Lost Rivera.

## Modoci danas
Kada su se posljednji modočki borci 1873. predali, 153 muškaraca, žena i djece deportirani su kao ratni zarobljenici na Quapaw Agency na Indian Territory (današnja Oklahoma), sadašnji okrug Ottawa County. Sljedeće godine Modoci provode teško u nestašici hrane, odjeće i medicinskih usluga. Oni ipak preživljavaju zahvaljujući hrabrosti i činjenici da su navikli na težak način života. Konačno 1909. godine Američka vlada dopušta Modocima, da tko želi može se vratiti u Oregon na Klamath Agency. Dio ih je tamo i otišao, dok je nekoliko obitelji ostalo. Godine 1978. oklahomski Modoci priznati su kao pleme  'Modoc Tribe of Oklahoma'. Dio Modoca danas nastanjen u Oregonu dijeli zemlju s Klamath Indijancima. 
Svih zajedno Modoca u Oregonu i Oklahomi 1990. ima oko 500 .

## Mitovi

### Stvaranje svijeta
Kumokums je onaj koji je stvorio svijet i sve što se u njemu nalazi. Evo kako je on to učinio. Kumokums je sjedio blizu jezera Tule, na njegovoj istočnoj obali. Nije se bojao, ali bio je nezadovoljan jer nigdje nije bilo ničega osim jezera Tule. Tu ima puno vode, rekao je Kumokums u sebi. Pitam se kako bi izgledalo kada bi oko njega bila zemlja? Tako je posegao dolje, dolje, pet puta, do dna jezera Tule, i petog puta je uspio, Kumokums je iznio pregršt blata. Postavio ga je ispred sebe kao brijeg i lupkao ga dlanom. Kako je Kumokums lupkao po blatu, ono je počelo da se širi pod njegovom rukom, izvan i oko njega, sve dok jezero Tule nije bilo potpuno okruženo kopnom, a Kumokums je ostao da sjedi na otoku od blata na sredini vode. 'Pa!', reče Kumokums 'Nisam znao da će to tako izgledati.' Tako je prebacio malo zemlje na zapad i na sjever, da bi stvorio planine. Noktom je urezao žljebove na planinskim stranama, tako da rijeke mogu da teku prema jezerima. Zato treba da spaljujete odsječene nokte, ili da ih bacite u vodu, da bi se vratili Kumokumsu. Kumokums je iz zemlje stvorio drveće i biljke, postavio je ptice u zračni prostor, ribe u vodu, i životinje na zemlju.
Oblikovao je i ukrasio svijet kao što žena oblikuje i ukrašava košaru. Tada se Kumokums umorio. Učinio je sve što je mislio da treba učiniti, a već se približavala zima. Učinit ću isto što i medvjed, pomisli Kumokums. Napravit ću sebi rupu u kojoj ću biti siguran i u kojoj ću prespavati cijelu zimu. Kumokums je sebi iskopao rupu ispod dna jezera Tule i postavio brijeg na kojem je stvorio svijet da obilježi njegov položaj. Od tada se brijeg isušio i pretvorio se u tvrdu stijenu, kakva je i danas. U posljednjem trenutku, kada se već spremao da ode pod zemlju, Kumokums pomisli, možda ću poželjeti da neki puta pogledam van, da vidim što se dešava, bez potrebe da izlazim. Tako je grebao i grebao svojim noktima, sve dok u stijeni nije napravio otvor, blizu njenog vrha, a koji je bio dovoljan da kroz njega gleda. On se tamo još uvijek nalazi, a ljudi mogu da se popnu na stijenu i gledaju kroz otvor cijelu zemlju, jer, jezero Tulu se isušilo i postalo plodna zemlja prije mnogo godina. Ali jednoga dana Kumokums će se sigurno probuditi i kada pogleda napolje i vidi kako se svijet promijenio, možda će vratiti vodu na mjesto jezera Tule, a stvari će opet biti onakve kakve su bile onda kada ih je Kumokums prvi put stvorio.

## Vanjske poveznice
- Modoc  Arhivirana inačica izvorne stranice od 29. ožujka 2006. (Wayback Machine)
- Foto galerija
- Captain Jack of the Modoc Indians
- Native Americans: Modoc  Arhivirana inačica izvorne stranice od 9. srpnja 2006. (Wayback Machine)